# Jelmoli

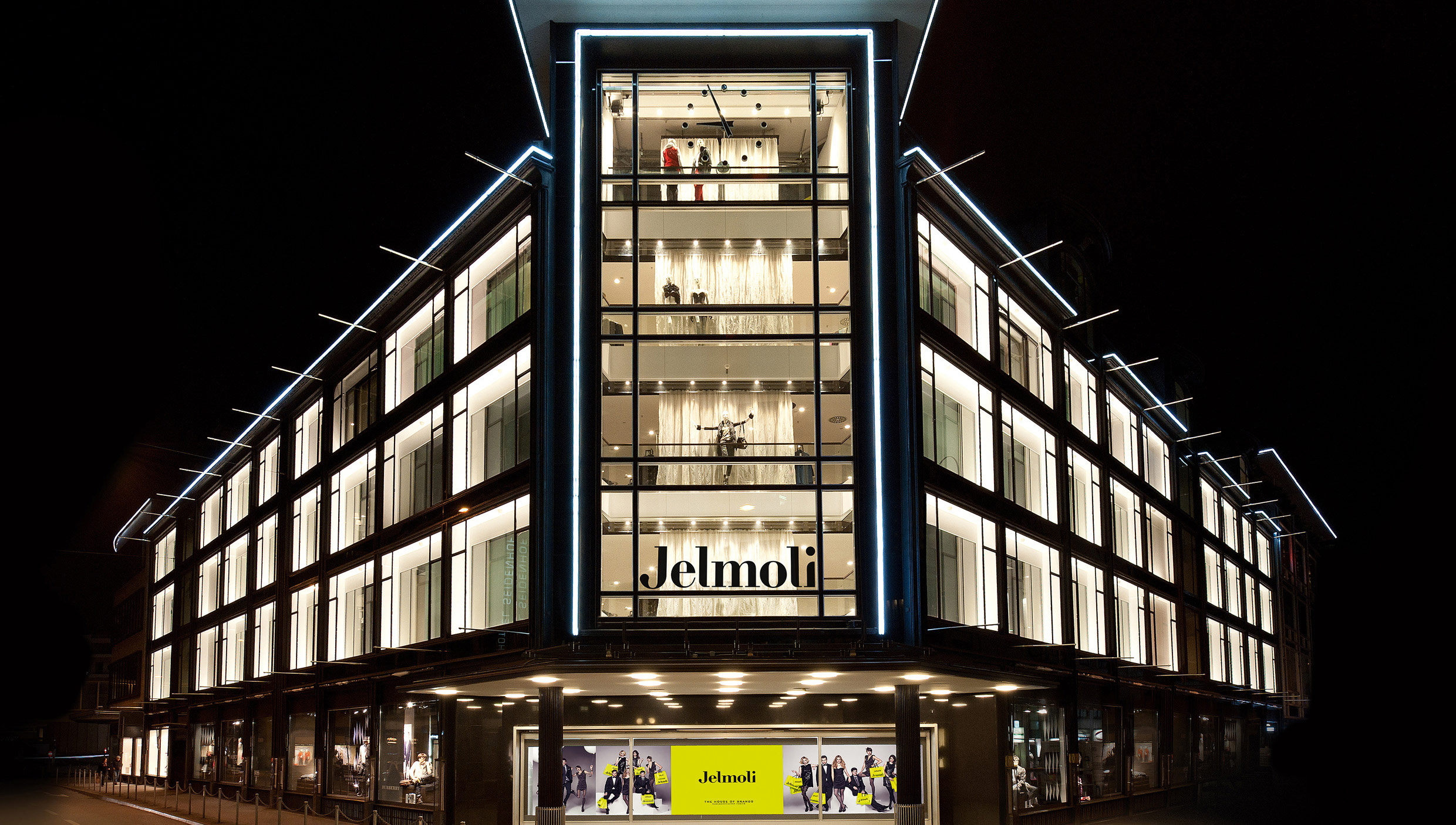
Jelmoli an der Bahnhofstrasse in Zürich bei Nacht (2017)

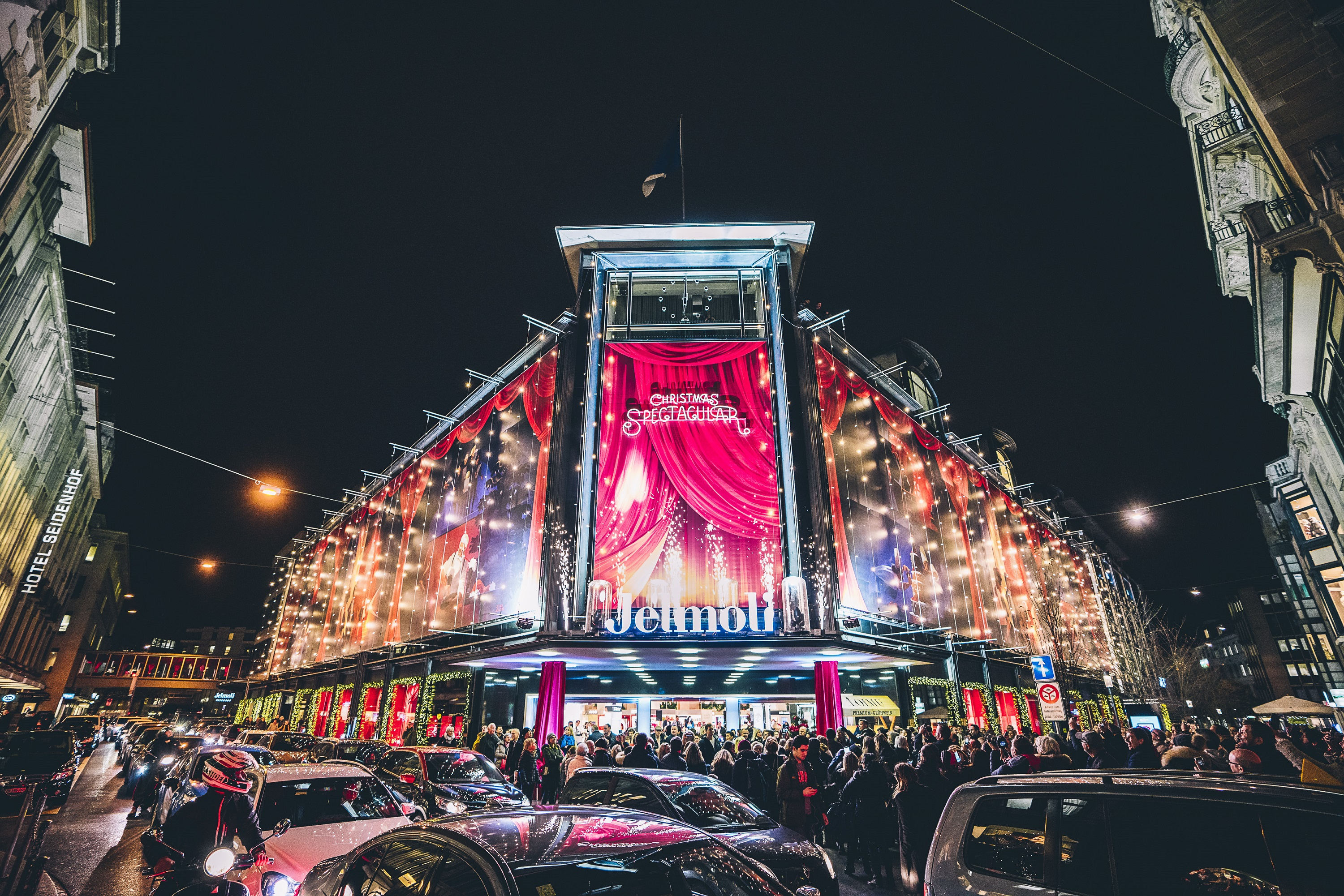
Hauptsitz mit Weihnachtsdekoration (2019)

Jelmoli war ein ursprünglich gehobenes Warenhaus in unmittelbarer Nähe zur Bahnhofstrasse in Zürich, das als erstes und letztes einer Warenhauskette in der Schweiz von 1899 bis 2025 Bestand hatte. Neben dem Hauptsitz an der Seidengasse gab es zuletzt noch Läden am Flughafen Zürich. Die Filialen am Flughafen wurden Ende 2024 geschlossen, der Hauptsitz schloss nach einem Ausverkauf am 28. Februar 2025. Der vor wenigen Jahren neu gegründete Online-Shop der Jelmoli AG unter jelmoli.ch – zu unterscheiden vom Online-Shop jelmoli-shop.ch der Heinrich Heine GmbH, die das Versandgeschäft von Jelmoli übernommen hatte – wurde bereits Mitte 2023 eingestellt.
Das Unternehmen ging zurück auf Giovanni Pietro Guglielmoli Ciolina, der ab 1833 in Zürich ansässig war und sich fortan Hans oder Johann Peter Jelmoli nannte.
Die in der Detailhandels- und Immobilienbranche tätige Jelmoli Holding wurde 2009 von Swiss Prime Site übernommen.

## Warenhaus Jelmoli

### Vorgeschichte

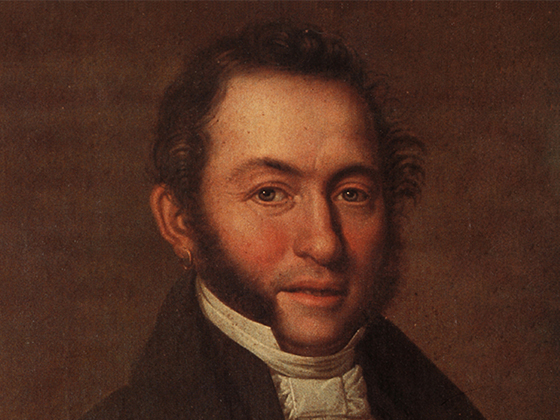
Giovanni Pietro Guglielmoli Ciolina

Das Unternehmen geht auf den italienischen Modewarenkaufmann Giovanni Pietro Guglielmoli Ciolina zurück, der in der Schweiz den Namen Hans Peter Jelmoli oder Johann Peter Jelmoli annahm. Er stammte aus einer Bauernfamilie aus Toceno, einem Dorf im Valle Vigezzo unweit der Schweizergrenze. Er heiratete die Tochter eines Textilkaufmanns aus demselben Dorf, der Teilhaber an einem Handelshaus für Hemden, Schals, Tischtücher und Teppiche in Mannheim war. Jelmoli absolvierte bei seinem zukünftigen Schwiegervater die Lehre und arbeitete ab 1832 für Franz Ciolina in Bern, bevor er 1833 auf eigene Rechnung zu arbeiten begann, zuerst noch unter dem Namen Gebrüder Ciolina.
Das erste Geschäft von Jelmoli befand sich in einer Liegenschaft an der Schipfe unmittelbar an der Limmat. Das Geschäft war bald erfolgreich dank des damals noch neuen Konzepts der «fixen Preise», bei denen nicht mehr gefeilscht wurde. Weiter stieg Jelmoli 1834 in den Versandhandel ein und belieferte die Kunden in der Stadt und im Umland mit Waren. Mit Eröffnung der Münsterbrücke bezog Jelmoli 1837 die Liegenschaft Münsterhof 17, die näher an den veränderten Passantenströmen war. 1849 löste sich Jelmoli von den Ciolinas und nannte sein Unternehmen Jelmoli & Comp.
Aufgrund des Erfolgs plante der Sohn Franz Anton Jelmoli die Vergrösserung des Unternehmens. 1882 eröffnete er eine Filiale an der Bahnhofstrasse. Das Geschäft musste aber wegen der schwachen Weltkonjunktur liquidiert werden. Es wurde 1896 in die Aktiengesellschaft für Verkauf & Versand von Manufakturwaren vormals F. Jelmoli umgewandelt, wobei der Versandhandel eigenständig und Kapital für den Bau eines Warenhauses aufgenommen wurde. 1897 erschien der erste Jelmoli-Versandkatalog.

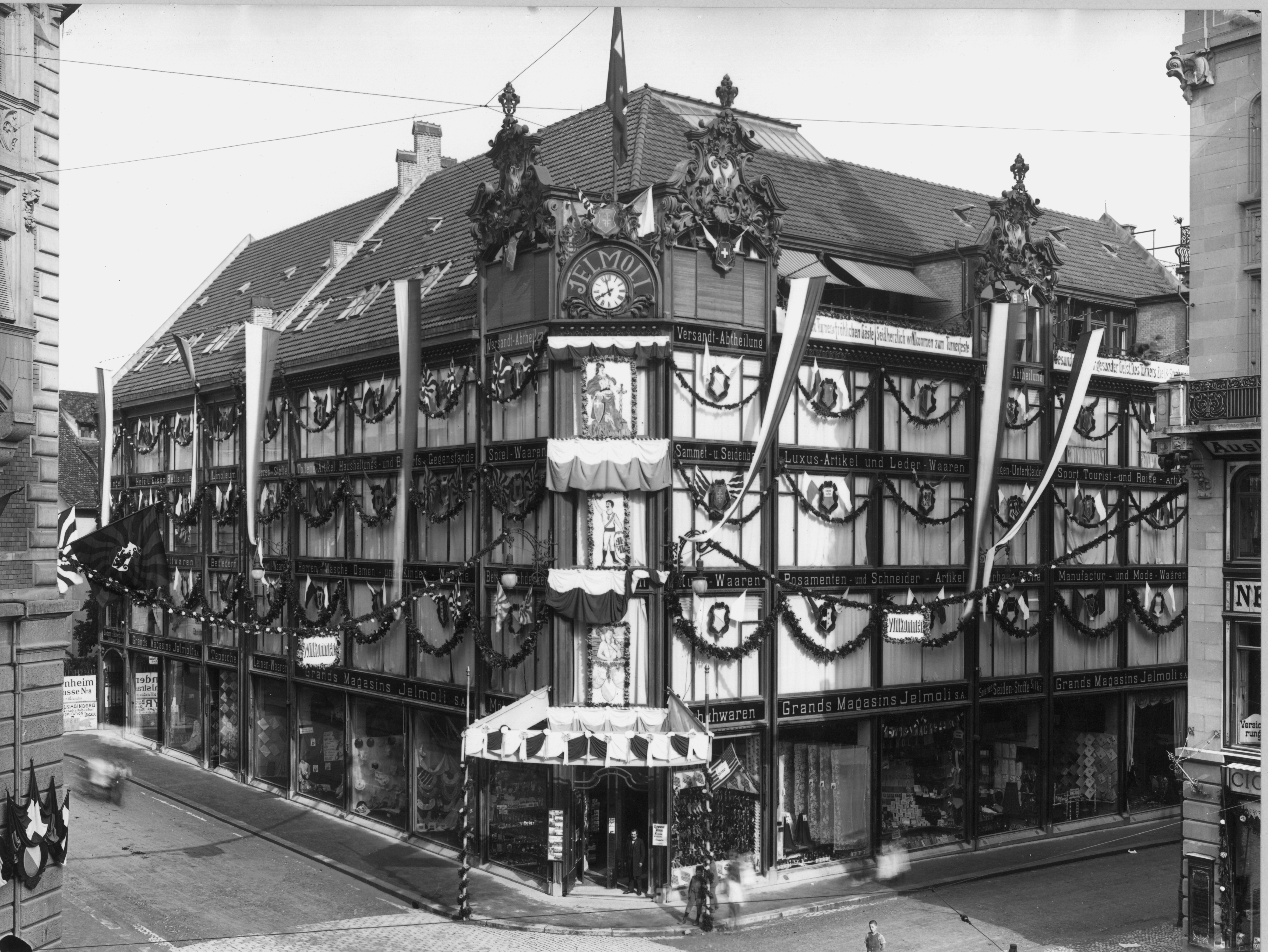
Jelmoli «Glaspalast», 1903

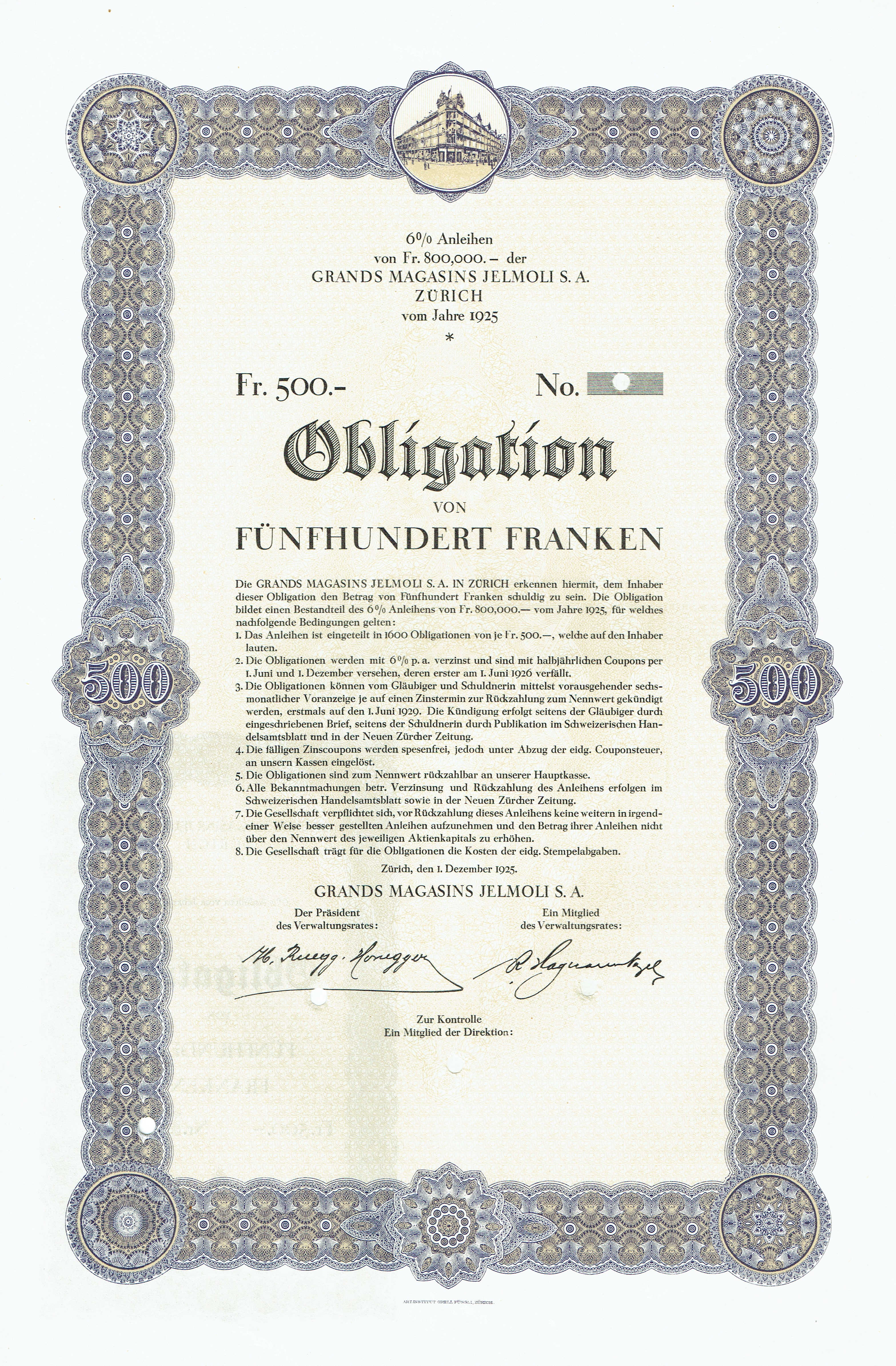
Obligation über 500 Franken der Grands Magasins Jelmoli S. A. vom 1. Dezember 1925

### Erstes Warenhaus
Für den Bau des Warenhauses wurde das Areal der ehemaligen Seidenhöfe erworben. Reminiszenzen sind die Seidengasse und die umgangssprachliche Bezeichnung Seidenhof für das Jelmoli-Hauptgeschäft. Baubeginn war 1897. Der Entwurf von Stadler und Usteri wurde als «Glaspalast» bezeichnet. Der Eisenskelettbau mit Glaszwischenwänden nach Vorbild der Hochhäuser in Chicago war damals neu in Europa und folgte dem Stil der Pariser Grands Magasins. Die Baukosten wurden auf 600.000 Franken geschätzt.
Mit der Eröffnung des Glaspalastes 1899 – für Zürich laut Tagi eine „Sensation“, nahm die Aktiengesellschaft den Namen Grands Magasins Jelmoli SA an. Das Warenhaus mit 72 Mitarbeitern hatte Verkaufsflächen auf drei Stockwerken. Neu wurden auch regelmässig Ausverkäufe durchgeführt, eine bis anhin in Zürich unbekannte Lockmethode.

### Ausbauten und Expansion

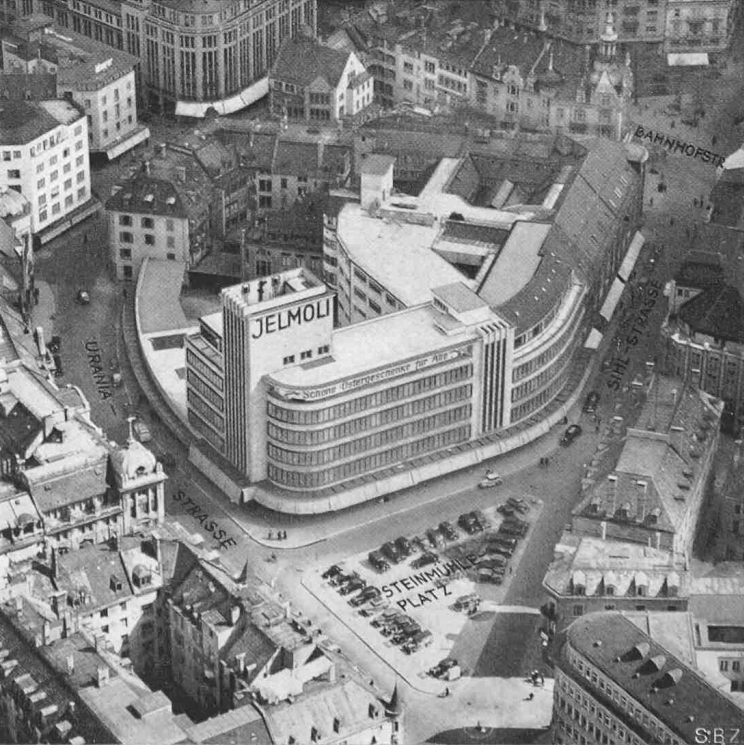
Warenhaus Jelmoli ca. 1940. Der «Glaspalast» befindet sich an der oberen rechten Ecke

Schrittweise wurde das Hauptgeschäft erweitert. In den Jahren 1907, 1924 und 1927 wurde der Innenhof des Glaspalastes durch Pfleghard und Haefeli überbaut, ohne die Fassaden des Gebäudes anzutasten. 1931 bis 1932 wurde wegen dringendem Platzbedarf eine Erweiterung erstellt, die das Warenhaus bis an die Ecke Sihlstrasse-Horngasse verlängerte. Der Entwurf von Pfleghard und Haefeli  entstand in Zusammenarbeit mit dem Berliner Warenhaus-Architekten Johann Emil Schaudt. Der Annexbau unterscheidet sich deutlich vom Baustil des «Glaspalastes» und hatte vorerst ein provisorisches Dach, weil er aus baurechtlichen Gründen noch nicht in der vollen Höhe erstellt werden konnte.
In den Jahren 1936 bis 1938 wurde das Warenhaus von Pfleghard und Haefeli nochmals erweitert. An der Ecke Horngasse-Uraniastrasse entstand ein neuer Bau mit markanter abgerundeter Ecke und Turm, der von J. P. Mongeaud aus Paris gestaltet wurde. Vor dem Bau entstand zudem durch Schleifung eines Blockrands mit dreieckigem Grundriss der Steinmühleplatz. Die Erweiterung von 1931 wurde um ein Stockwerk erhöht und mit einem definitiven Dach versehen. Das Jelmoli-Warenhaus bildete somit eine geschlossene Blockrandbebauung mit Innenhof um das ganze Areal zwischen Seidengasse, Sihlstrasse, Horngasse und Uraniastrasse, bis auf die noch von Althäusern belegte Ecke Uraniastrasse-Seidengasse. Die Grundfläche des Baus war 5300 m² gross, der umbaute Raum 114 000 m3.
Weitere Ausbauten folgten in den Jahren 1947 und 1958–1961. Unter dem Steinmühleplatz wurde das Jelmoli-Parkhaus errichtet, das über eine angegliederte oberirdische Shell-Tankstelle verfügte. Zur ebenfalls zu Jelmoli gehörenden, neu erstellten Geschäftsliegenschaft Steinmühleplatz / Sihlstrasse / St. Anna-Gasse wurde eine geschlossene Fussgängerbrücke für das Personal erstellt; die Liegenschaft beherbergt unter anderem das Hiltl, das älteste vegetarische Restaurant der Schweiz.
Für die Expansion der Grands Magasins Jelmoli SA zu einer Warenhaus-Kette wurde 1952 die Einkaufszentrale Gruppe Jelmoli AG gegründet, die ein Logistiksystem für die Versorgung der Filialen aufbaute. Die Expansion begann 1954 mit der Eröffnung einer ersten Filiale in Zürich-Oerlikon; es folgten gut 50 weitere Jelmoli-Warenhäuser in der übrigen Schweiz. In die Romandie expandierte Jelmoli 1963 durch die Übernahme der Warenhäuser Innovation in Lausanne und Au Grand Passage in Genf. 1968 führte die Einkaufszentrale die Bewirtschaftung der Filialen im neuen Lager- und Logistikzentrum in Otelfingen zusammen, dem für die Westschweiz ein zweites Lagerzentrum in Lausanne Sébeillon angegliedert wurde. 1984 hat Jelmoli den Standort des Warenhauses von Oskar Weber in der Berner Marktgasse übernommen. Diese Liegenschaft an der Marktgasse 10 ist im Besitz der Zunftgesellschaft zu Schmieden.
Die Diversifikation des Warenhaus-Konzerns begann 1972 mit dem Aufbau von Jelmoli Reisen, der Restaurantkette Molino und der zusammen mit der Terlinden-Gruppe gegründete Terlinden-Jelmoli für chemische Reinigungen. Die Jelmoli-Gruppe erreichte 1988 ihren Zenit bei einem Stand von 231 Standorten, 5200 Mitarbeitern und einem Umsatz von 1471 Mio. CHF.
Ein Umbau des Unternehmens, der es vom Kerngeschäft langsam abbrachte, wurde 1989 begonnen. Die Schaffung einer Immobiliensparte führte zur Schliessung von Jelmoli-Warenhäusern und zur Bewirtschaftung der Liegenschaften durch die neue Immobilienabteilung. 1989 wurde die in der Reisebranche tätige Hans Imholz Holding AG übernommen und mit Jelmoli Reisen in die Imholz-Jelmoli Touristik Holding AG zusammengeführt, deren Reisebüros unter Jelmoli als Imholz Reisen AG geführt wurden.
Von Walter Fust übernahm Jelmoli 1994 die Dipl. Ing. Fust AG mit Sitz in Oberbüren und setzte damit auf ein weiteres Fachgeschäft, das wenig mit dem klassischen Warenhausgeschäft zu tun hatte. Im selben Jahr fiel auch der Entschluss, die Jelmoli-Gruppe in eine Holding überzuführen; Mitte 1995 wurde aus der Grands Magasins Jelmoli SA (eingedeutscht Warenhaus Jelmoli AG) die Jelmoli Holding AG. Das Jelmoli-Warenhausgeschäft wurde vollständig Teil der Einkaufszentrale Gruppe Jelmoli AG, die ihren Namen in Jelmoli AG änderte.

### Niedergang und Schliessung
In den 1990er-Jahren gingen Umsatz und Gewinn im Warenhausgeschäft stetig zurück, da einerseits mit der neuen Immobilienbewirtschaftung die breite Basis der Jelmoli-Warenhäuser wegbrach und sich anderseits bei allen Schweizer Warenhäusern eine Konsumflaute bemerkbar machte. Als Folge dieser Entwicklung zog sich Jelmoli 1995/1996 vollständig aus dem Warenhausgeschäft zurück und schloss alle Filialen ausser dem traditionsreichen «Glaspalast» in Zürich. Damit wurden die Logistikzentren überflüssig, die Mehrheit am ebenfalls traditionsreichen Jelmoli-Versand wurde verkauft und das verbliebene Zürcher Mutterhaus umgebaut, um den Wegfall der Einkaufs- und Lagerlogistik zu kompensieren. Seit 1997 präsentierte es sich als sogenannter Premium Department Store.
Swiss Prime Site kündigte an, Jelmoli per Ende 2024 zu schliessen, um die Liegenschaft an der Zürcher Bahnhofstrasse bis voraussichtlich 2027 umzubauen. Auch die Filialen am Flughafen Zürich wurden geschlossen. Drei Stockwerke im Jelmoli-Haus werden nach dem Umbau ab voraussichtlich 2027 an Manor vermietet. Der im Zuge der COVID-19-Pandemie aufgebaute Onlineshop der Jelmoli AG (unter jelmoli.ch) wurde bereits per Mitte 2023 wieder geschlossen. Der weiterhin bestehende Onlineshop unter jelmoli-shop.ch gehört zur Tochtergesellschaft Jelmoli Versand AG des deutschen Versandhändlers Heine und ist mit der Jelmoli AG konzernmässig nicht mehr verbunden. Nach einem Ausverkauf wurde das Warenhaus Jelmoli am 28. Februar 2025 definitiv geschlossen.
Das Jelmoli-Firmenarchiv wurde vom Stadtarchiv Zürich übernommen. Es schliesst Werbekataloge und Verkaufsunterlagen ein und ist seit Anfang 2025 nach Voranmeldung der Öffentlichkeit kostenlos zugänglich.

## Jelmoli Holding
Der Umbau des Warenhauskonzerns in die Jelmoli Holding gestaltete sich in den ersten Jahren schwierig, aufgrund von Liquiditätsengpässen und drohender Überschuldung musste man sich 1996 praktisch vollständig vom Kerngeschäft (Warenhauskette und Versand) trennen. Die Gunst der Stunde nutzte Walter Fust, der nur zwei Jahre zuvor sein eigenes Unternehmen an Jelmoli verkauft hatte und 1996 die Mehrheit an der Jelmoli Holding erwarb und 1997 Verwaltungsratspräsident wurde.
Innerhalb der Holding etablieren sich die beiden Sparten Detailhandel und Immobilien, wobei erstere ständigen Änderungen ausgesetzt ist.
Für das in der Jelmoli Versand AG zusammengefasste Versandgeschäft ging man eine Zusammenarbeit mit dem deutschen Heine Versand ein, wobei man die Aktienmehrheit der Tochtergesellschaft bereits 1996 an Heine verkaufte.
Bei der Imholz Reisen AG ging man eine Zusammenarbeit mit TUI (Suisse) und Vögele Reisen ein, die ein Joint-Venture unter dem Namen ITV (Imholz-TUI-Vögele) bildeten. Die Jelmoli Holding verkaufte 1999 ihre Beteiligung an ITV, die sich seit dem Jahr 2000 wieder TUI (Suisse) nennt.
Die Portable Shop Schweiz AG wurde 1998 erworben und 2003 in die Dipl. Ing. Fust fusioniert. Die Rediffusion AG, die einst das Zürcher Kabelnetz und eine Unterhaltungselektronik-Kette betrieb, wurde aufgeteilt, wobei Cablecom das Kabelnetz übernahm. Der Rest des Unternehmens wurde dagegen 2002 von der Jelmoli Holding übernommen und in Fust integriert – Fust wurde dadurch zum exklusiven Vertriebspartner für Cablecom-Produkte.
1999 verkaufte Jelmoli ihren 50 prozentigen Anteil an der Terlinden-Jelmoli Textilpflege AG an die Terlinden Management AG.
Im Juli 2006 wurde eine Mehrheitsbeteiligung von 80 % an der netto24 AG erworben, die unter den beiden Internetdomains www.preisinsel.ch und www.netto24.ch im Online-Versandhandel tätig ist.
Im Mai 2007 gab die Jelmoli Holding die Absicht bekannt, den Elektronik- und Haushaltsgeräte-Händler Dipl. Ing. Fust AG und die Mehrheitsbeteiligung an der netto24 AG für rund 990 Millionen Franken an Coop zu verkaufen – vorbehaltlich der Genehmigung durch die Wettbewerbskommission. Damit wurde die Strategie bekräftigt, sich vom Detailhandel zu trennen und auf die Immobilienbewirtschaftung zu beschränken. Der Verkauf wurde nach Zustimmung der Wettbewerbskommission Ende November 2007 vollzogen.
Ende Juli 2007 gab die Jelmoli Holding AG bekannt, ihre Schweizer Liegenschaften zum Preis von 3,4 Mrd. Franken an ein internationales Konsortium, bestehend aus Igal Ahouvis Blenheim Properties, Delek Global Real Estate und Delek Belron International Ltd., verkauft zu haben. Dem Konsortium wurde ferner bis Ende 2007 die Option eingeräumt, den Department Store Jelmoli, die Mehrheit der Jelmoli Bonus Card AG und die Jelmoli Service AG zu erwerben. Jelmoli Holding AG sollte damit im Rahmen einer strategischen Neuausrichtung zu einer Investmentgesellschaft umstrukturiert werden. Wie sich später herausstellte, plante das Käuferkonsortium, den Kauf mit Krediten zu finanzieren. Doch als im Zuge der Subprime-Krise Mitte August 2007 der Geld- und Kapitalmarkt de facto zum Erliegen kam, bekundete das Käuferkonsortium offenbar Probleme, den vereinbarten Kaufpreis von CHF 3,4 Mrd. aufzubringen und verlangte von Jelmoli Holding AG eine Neuverhandlung des Preises. Die israelischen Investoren wollten dabei einen Preisnachlass von 10 % erzwingen und begründeten dies mit «gewandelten Realitäten auf dem Finanzmarkt». Nach mehreren Wochen andauernden Verhandlungen gab Jelmoli Holding AG Ende Oktober bekannt, dass der Käufer des Jelmoli Immobilien-Portfolios den Vollzug verweigere. Anfang Dezember 2007 leitete die Jelmoli Holding eine Klage wegen Vertragsbruch gegen das Käuferkonsortium ein.
Mehrheitsaktionäre der Jelmoli respektive der Jelmoli Holding waren ab etwa 1940 die Verlegerfamilie Ringier, ab 1969 die Schweizerische Kreditanstalt, ab 1977 die UTC International, ab 1996 Walter Fust und bis März 2009 Georg von Opel, ein Vertreter der Familie Opel. Seitdem gehört die Jelmoli AG zu 100 % der Swiss Prime Site, die ebenfalls im Besitz der Immobilie an der Bahnhofstrasse ist.

### Aufspaltung
Nach einer mehrere Jahre dauernden Suche nach einer strategischen Neuausrichtung und der 2007 misslungenen Abspaltung der Immobilien beschloss die Jelmoli Holding im Januar 2009 endgültig, sich in zwei eigenständige börsenkotierte Gesellschaften aufzuspalten – eine Immobiliengesellschaft und eine Investmentgesellschaft. Die Aufteilung des bisherigen Konzerns wurde Ende März 2009 vollzogen.
Jelmoli Holding AG
Die Immobiliengesellschaft, die weiterhin unter dem Namen Jelmoli Holding auftrat, umfasste einen Immobilienbestand im Wert von rund 3,2 Milliarden Franken. Das Detailhandelsgeschäft mit dem Warenhaus Jelmoli bildet ihr zweites Standbein. Ende Mai 2009 veräusserte der ehemalige Mehrheitsaktionär der Jelmoli Holding, Georg von Opel, seinen noch knapp 30-prozentigen Aktienanteil an der neuen Jelmoli Holding an die Schweizer Immobiliengesellschaft Swiss Prime Site (SPS). Diese unterbreitete Anfang Juni 2009 den übrigen Aktionären ein öffentliches Umtauschangebot zur Übernahme sämtlicher im Publikum befindlichen Jelmoli-Aktien.
Nach einer geringfügigen Nachbesserung des Angebots kontrollierte die SPS Ende Oktober 2009 rund 98 % der Jelmoli-Stimmrechte, womit das sogenannte Squeeze-out-Verfahren in die Wege geleitet werden konnte. Offiziell als «Fusion mit Jelmoli» betitelt, hielten die Jelmoli-Verwaltungsräte Christopher Chambers und Klaus Wecken Einsitz im SPS-Verwaltungsrat. Mit Fusionsvertrag vom 22. Juni 2010 ging die Jelmoli Holding AG an die SPS-Tochter «SPS Beteiligungen Alpha AG» über, womit die Jelmoli Holding am 28. Juni 2010 aus dem Handelsregister gelöscht wurde.
Mit Auflösung der Jelmoli Holding unter der SPS trennte man sich Ende Mai 2010 von den verbliebenen 72,5 % an der 2006 gegründeten «Jelmoli Bonus Card AG», die von der Valartis Group AG übernommen wurde. Das Unternehmen, an dem Valartis bereits seit der Gründung mit 27,5 % beteiligt war, wurde daraufhin in Valartis Bonus Card AG umbenannt.
Athris Holding AG
In die eigenständige Investmentgesellschaft, die als Athris Holding auftritt, wurden die nicht mehr zum Kerngeschäft zählenden Beteiligungen der Jelmoli Holding eingebracht. Diese umfassten dazumal in der Schweiz die Seiler Hotels Zermatt AG, die Detailhandelsgeschäfte Molino (Restaurants), Beach Mountain (Sportartikel und -bekleidung) und Fundgrube (Bekleidung und Non-Food) sowie Immobilienbeteiligungen in Russland und Algerien. Bereits Ende 2009 wurde Athris praktisch vollständig von Georg von Opels Pelham Investments übernommen und im Januar 2010 an der SIX wieder dekotiert.

## Dokumentation
- DOK (Fernsehsendung): Jelmoli – Biografie eines Warenhauses. (50 Minuten; verfügbar bis 9. August 2025)